# Спротив (громадський рух)
Громадський рух «Спротив» — молодіжний неієрархічний рух, що був заснований на початку 2004 року. Діяльність руху передусім була зосереджена  на проведенні різноманітних вуличних перформенсів з метою загострення уваги громадськості на проблемах кричущого характеру. 
У вересні 2004 року відбулися загальні збори учасників руху «Спротив» у Тернополі.
Рух активно діяв до початку 2005 року, осередки — у Львові, Тернополі та Києві. 
У Києві відбулися три помітні перформенси руху: «Му-му» (з приводу фальсифікації виборів мера міста Мукачева у квітні 2004 року), «Кучма в електричці» (вересень 2004 року) та «Совок» (річниця утворення СРСР, у 2005 році).